# Sindo (Corée du Nord)
Pour les articles homonymes, voir Sindo (Burkina Faso).
Sindo (신도군,  薪島郡) est un archipel constituant un arrondissement du Pyongan du Nord de 108 km². Il regroupe des îles situées dans l'estuaire du Yalou, le long de la côte de la province chinoise du Liaoning en face du port de Donggang. La plus grande partie du territoire a été gagné sur la mer par drainage et remblaiement. C'est le point le plus à l'ouest de la Corée du Nord.
Cet arrondissement a été créé en 1991 à partir de celui de Ryongchon. Une première scission avait eu lieu en 1967. Il était peuplé de 11 810 habitants en 2008. Il est constitué d'une petite ville (eup), Sindo-eup, et d'un district de travailleur (rodongjagu), Pidan-rodongjagu, tous deux sur l'île de Pidan, ainsi que du village (ri) d'Hwanggumphyong-ri et du Soho-rodongjagu, tous deux situés sur l'île éponyme.
Une partie de l'archipel de Sindo a été rattaché au continent. Pidan est maintenant l'île principale. Elle a été formée en 1958 par la jonction de plusieurs petites îles et se trouve au bord de la côte chinoise, séparée du reste de la Corée par le bras principal du Yalou. Elle culmine à 91 mètres d’altitude.
Les champs de roseaux sont la ressource principale. Ils sont envoyés à la ville de Sinŭiju pour la production de textîle. La pêche et la culture des huitres jouent aussi un grand rôle. L'île d'Hwanggumphyong est située juste au-dessus en remontant la rivière. Avec l'île de Wihwa, il est prévu d'y créer une zone de libre-échange avec la Chine pour faciliter les investissements chinois.

## Zone de protection d'oiseaux migrateurs
La zone de protection des oiseaux migrateurs de Sindo a été établie en 1995 et s'étend sur 25 km², essentiellement sur les îles Pidan (Maando) et Hwanggumphyong. Profitant des roselières naturelles et de l'abondance de nourriture, c'est une escale pour les oiseaux migrateurs de passage.
Au total, une centaine d'espèce d'oiseaux ont été recensés. 26 sont sédentaires, 51 sont présents en été et 18 en hiver. Les variétés les plus représentatives sont le courlis de Sibérie, la mouette à queue noire, la bécassine à pattes longues et le cygne. Des plantes appréciant les marais salés y poussent tels que la salicorne herbacée, et la soude (Suaeda glauca).